# Robert de Clermont (maréchal)
Robert de Clermont est le maréchal de Normandie du Dauphin Charles (futur roi Charles V de France). Il est assassiné le 22 février 1358.

## Biographie

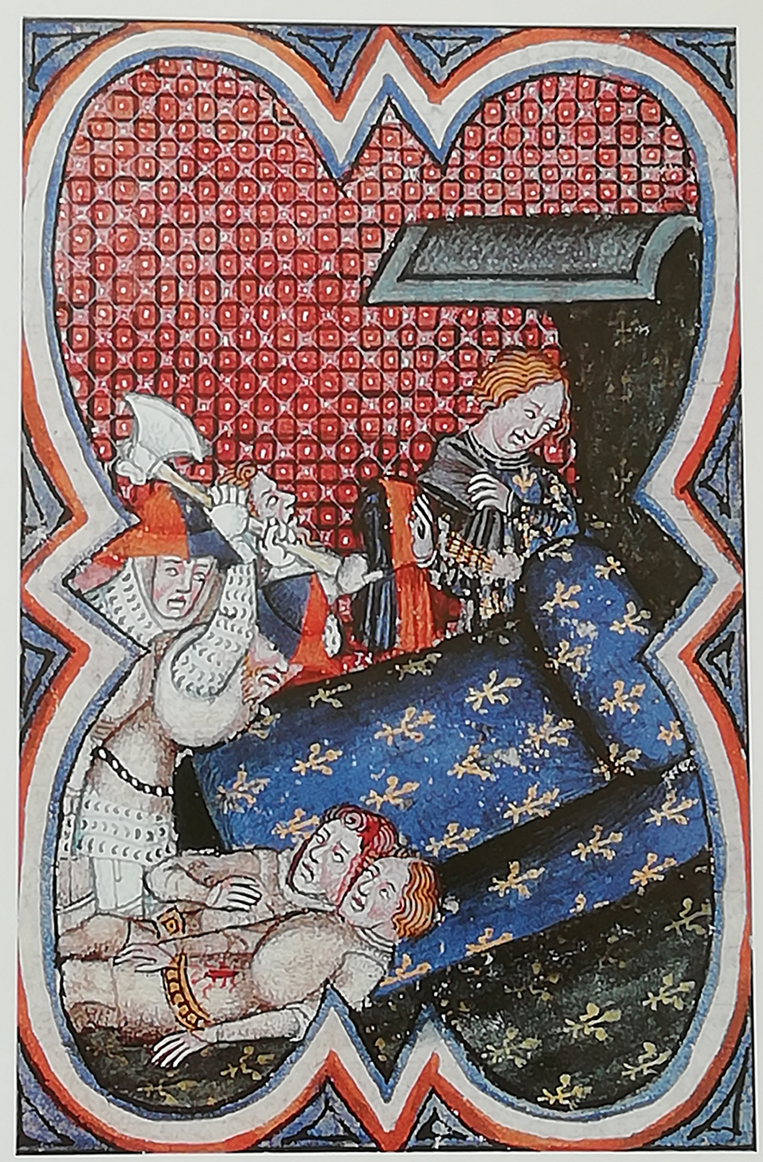
Assassinat des deux maréchaux Jean de Conflans et Robert de Clermont (Grandes Chroniques de France, BnF, ms. français 2813 fº409v, vers 1375-1380).

Le dauphin Charles (futur Charles V de France) le nomme maréchal de Normandie en 1357. Il est assassiné avec Jean de Conflans, le maréchal de Champagne au palais de la Cité, sous les yeux du dauphin Charles lors de l'émeute provoquée par Étienne Marcel.